# Olympische Winterspiele 2018/Eisschnelllauf – 10.000 m (Männer)
10.000 m Eisschnelllauf der Männer bei den Olympischen Winterspielen 2018.
Ausgetragen wurden die 10.000 m im Eisschnelllauf der Männer am 15. Februar 2018 um 20:00 Uhr Ortszeit (12:00 Mitteleuropäischer Zeit). Austragungsort war das Gangneung Oval.
Mit einer neuen olympischen Bestzeit von 12:39,77 min ging die Goldmedaille an den Kanadier Ted-Jan Bloemen. Jorrit Bergsma aus den Niederlanden, der zuvor ebenfalls einen neuen olympischen Rekord aufstellte, wurde Zweiter. Die Bronzemedaille ging an Nicola Tumolero aus Italien. 

## Rekorde

### Bestehende Rekorde
| Weltrekord         | Ted-Jan Bloemen ( Kanada)     | 12:36,30 min | Salt Lake City | 21. November 2015 |
| Olympischer Rekord | Jorrit Bergsma ( Niederlande) | 12:44,45 min | Sotschi        | 18. Februar 2014  |

### Neue Rekorde
| Olympischer Rekord | Jorrit Bergsma ( Niederlande) | 12:41,98 min | 15. Februar 2018 |
| Olympischer Rekord | Ted-Jan Bloemen ( Kanada)     | 12:39,77 min | 15. Februar 2018 |

## Ergebnisse
| Rang | Athlet            | Land        | Zeit (min) | Anmerkung |
| ---- | ----------------- | ----------- | ---------- | --------- |
| 1.   | Ted-Jan Bloemen   | Kanada      | 12:39,77   | OR        |
| 2.   | Jorrit Bergsma    | Niederlande | 12:41,98   | OR        |
| 3.   | Nicola Tumolero   | Italien     | 12:54,32   |           |
| 4.   | Lee Seung-hoon    | Südkorea    | 12:55,54   |           |
| 5.   | Jordan Belchos    | Kanada      | 12:59,51   |           |
| 6.   | Sven Kramer       | Niederlande | 13:01,02   |           |
| 7.   | Patrick Beckert   | Deutschland | 13:01,94   |           |
| 8.   | Bart Swings       | Belgien     | 13:03,53   |           |
| 9.   | Moritz Geisreiter | Deutschland | 13:06,35   |           |
| 10.  | Ryousuke Tsuchiya | Japan       | 13:10,31   |           |
| 11.  | Håvard Bøkko      | Norwegen    | 13:17,47   |           |
| 12.  | Davide Ghiotto    | Italien     | 13:27,09   |           |